# Уханський метрополітен
Уханський метрополітен (кит.: 武汉地铁) — система ліній метро в місті Ухань, Хубей, КНР. Переважна більшість станцій в місті підземна. Всі станції обладнані системою горизонтальний ліфт. В системі використовується стандартна ширина колії.

## Історія

Хронологія розвитку системи

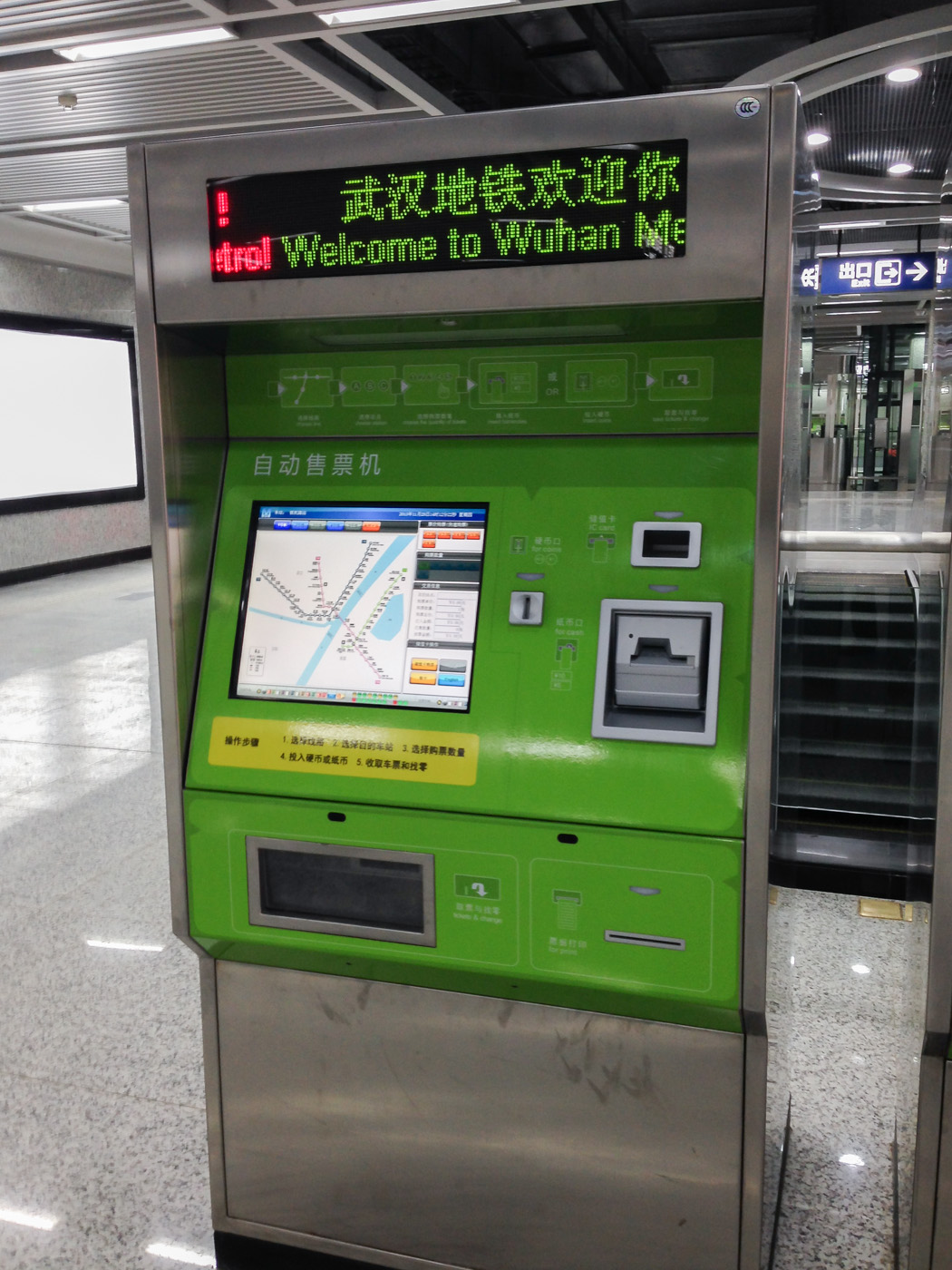
Квитковий автомат

Будівництво метрополітену розпочалося 23 грудня 2000 року, початкова ділянка відкрита у 2004 році складалася з 10 станцій та приблизно 10 км.

## Лінії
На всіх лініях потяги живляться від третьої рейки, крім Лінії 6 потяги якої живляться від повітряної контактної мережі.
| №           | Дата відкриття | Останнє продовження | Кількість станцій | Кінцеві станції                                  | Довжина в км | Кількість підземних станцій |
| ----------- | -------------- | ------------------- | ----------------- | ------------------------------------------------ | ------------ | --------------------------- |
| (1)         | 28 липня 2004  | 26 грудня 2017      | 32                | «Hankou North»—«Dongwu Avenue»                   | 37,8         | —                           |
| (1)         | 28 грудня 2012 | 19 лютого 2019      | 38                | «Tianhe International Airport»—«Fozuling»        | 60           | 36                          |
| (1)         | 28 грудня 2015 | —                   | 24                | «Zhuanyang Boulevard»—«Hongtu Boulevard»         | 33,2         | 24                          |
| (1)         | 28 грудня 2013 | 28 грудня 2014      | 28                | «Huangjinkou»—«Wuhan railway station»            | 33,2         | 26                          |
| (1)         | 28 грудня 2016 | —                   | 27                | «Jinyinhu Park»—«Dongfeng Motor Corporation»     | 36           | 27                          |
| (1)         | 1 жовтня 2018  | 28 грудня 2018      | 26                | «Garden Expo North»—«Qinglongshan Ditiexiaozhen» | 47           | 26                          |
| (1)         | 26 грудня 2017 | —                   | 12                | «Jintan Road»—«Liyuan»                           | 16,2         | 12                          |
| (1)         | 1 жовтня 2018  | —                   | 13                | «Optics Valley Railway Station»—«Zuoling»        | 18,75        | 13                          |
| Лінія Янглю | 26 грудня 2017 | —                   | 16                | «Houhu Boulevard»—«Jintai»                       | 34,6         | 6                           |

## Розвиток
На квітень 2019 року в місті будується розширення діючіх ліній; Лінії 4 на 9 станцій, Лінії 6 на 9 станцій, Лінії 7 на 10 станцій, Лінії 8 на 14 станцій, Лінії 11 на 20 станцій. Також будуються 3 нових ліній.
- Лінія 5 — переважно підземна лінія з 25 станцій та 34,8 км. Відкриття заплановане на 2020 рік.
- Лінія 12 — повністю підземна кільцева лінія з 37 станцій та 60 км. Відкрити планують: першу чергу у 2021 році, повністю лінію у 2023 році.
- Лінія 16 — напівпідземна лінія з 12 станцій та 32 км. Відкриття заплановане на 2023 рік.
- Проектується ще декілька ліній, незабаром почнеться будівництво Ліній 10 та 13.

## Режим роботи
Метрополітен працює з 06:00 до 22:30 (у неділю з 06:30).

## Галерея

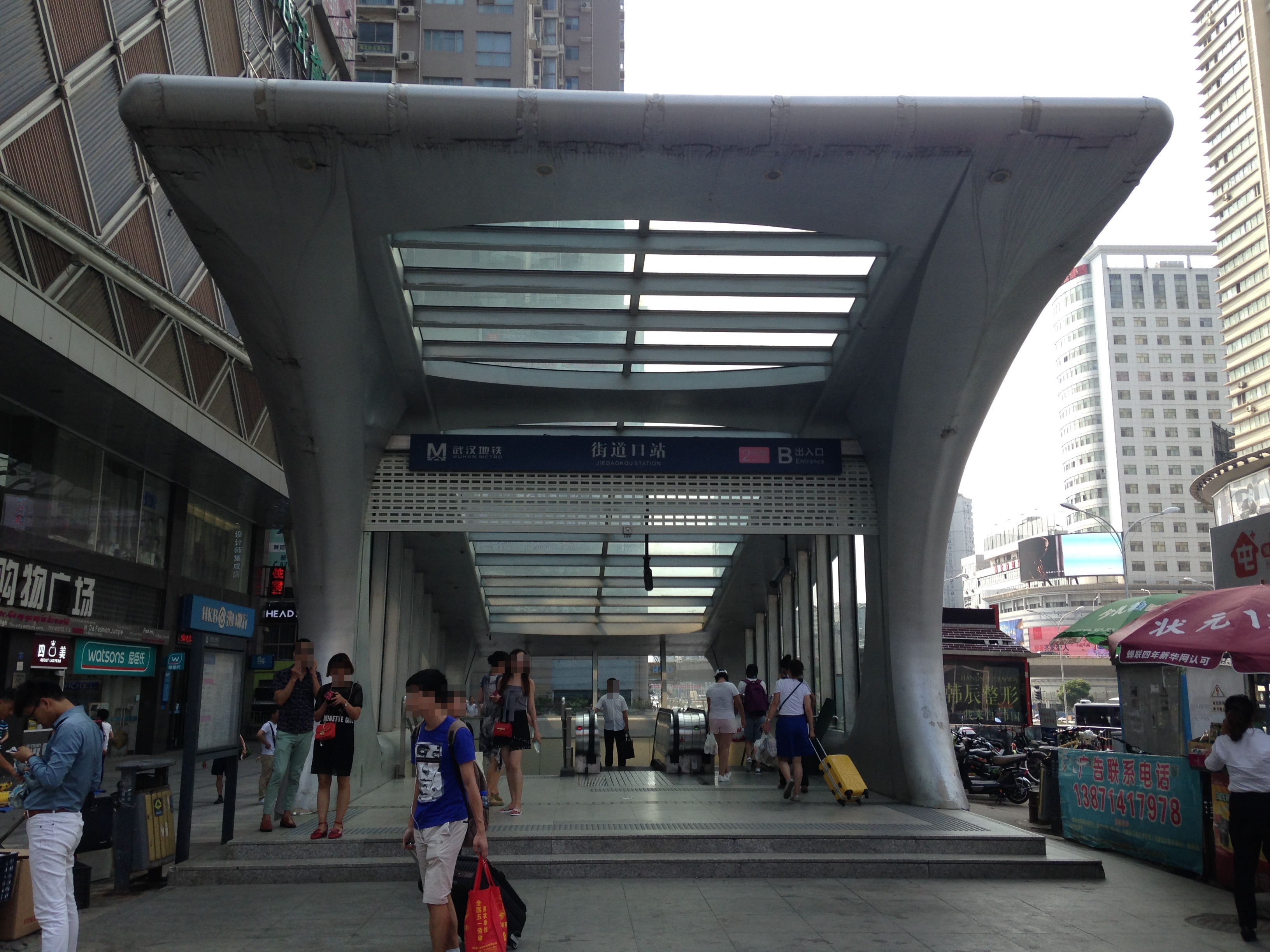
Вихід №2 зі станції «Jiedaokou», Лінія 2
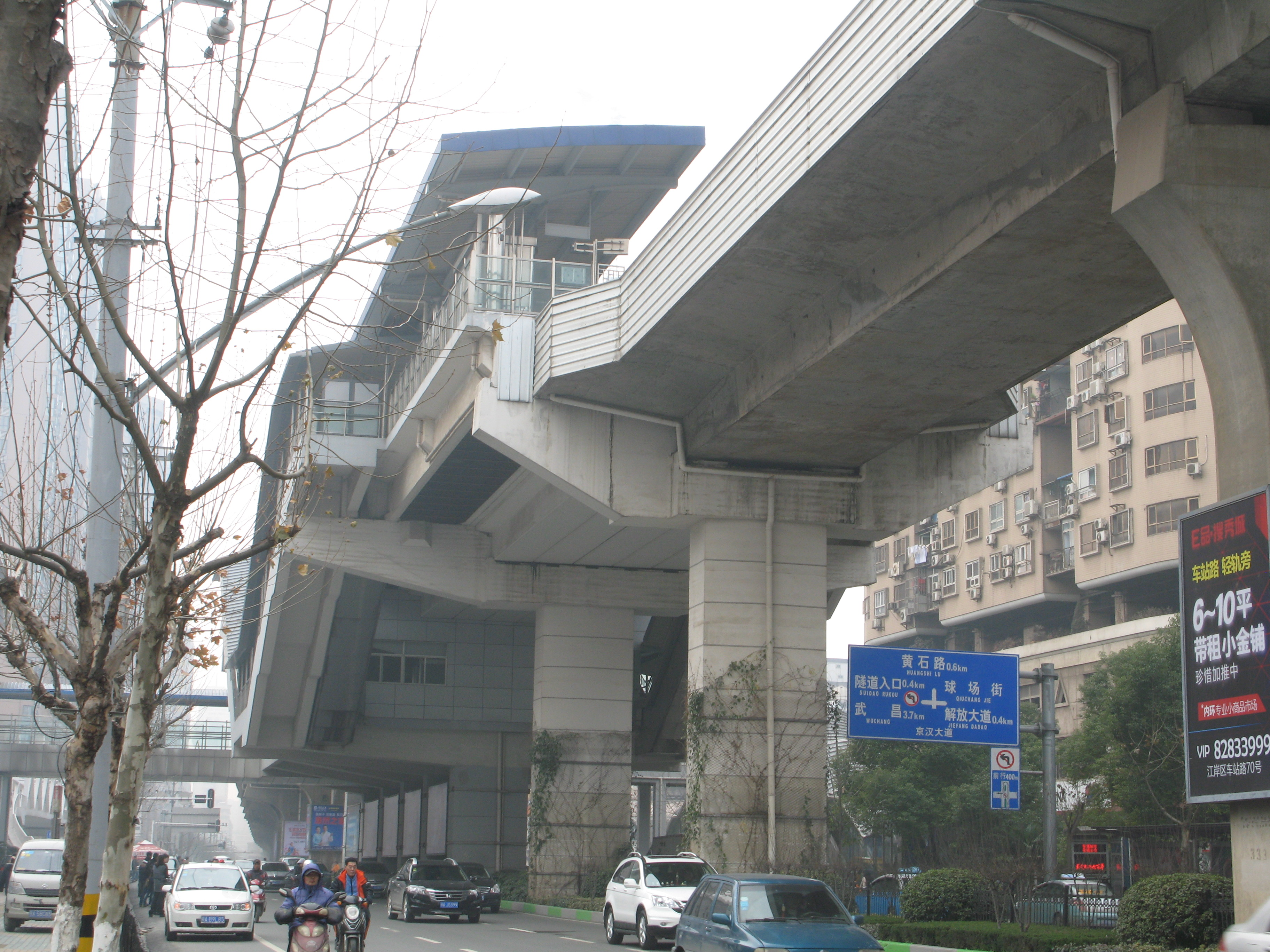
Естакадна станція «Dazhi Road», Лінія 1
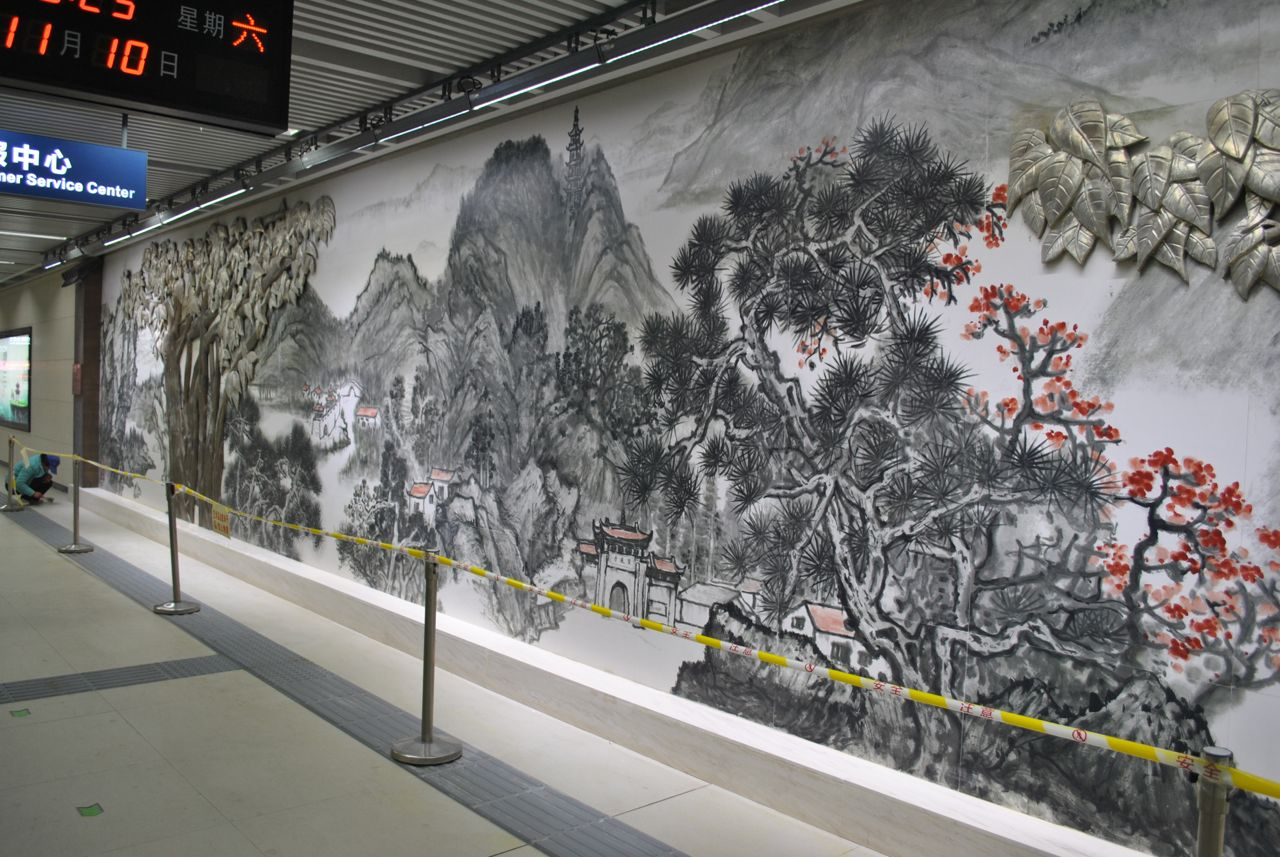
Панно на станції «Baotong Temple», Лінія 2
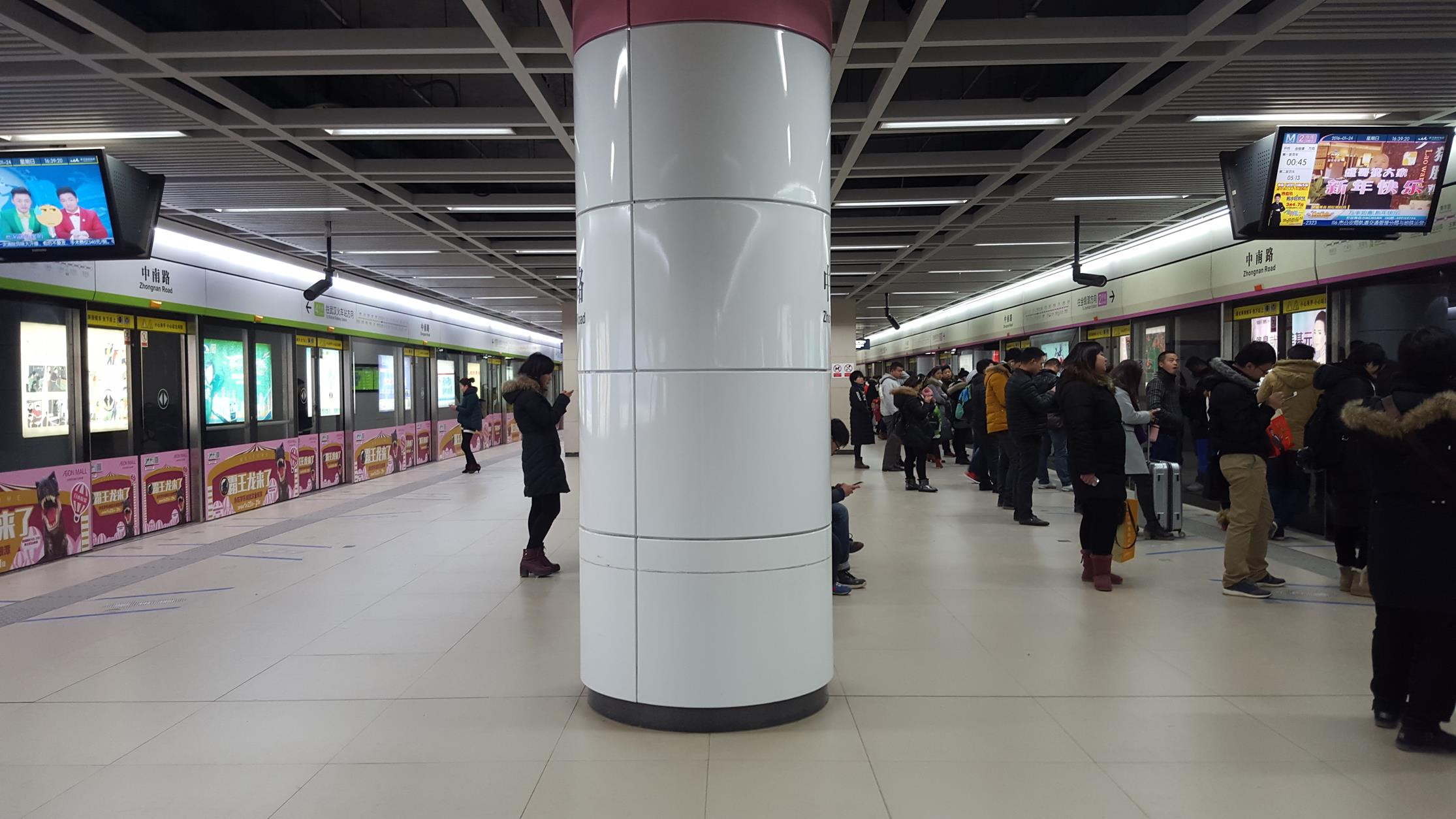
Платформа станції «Zhongnan Road», Лінія 4
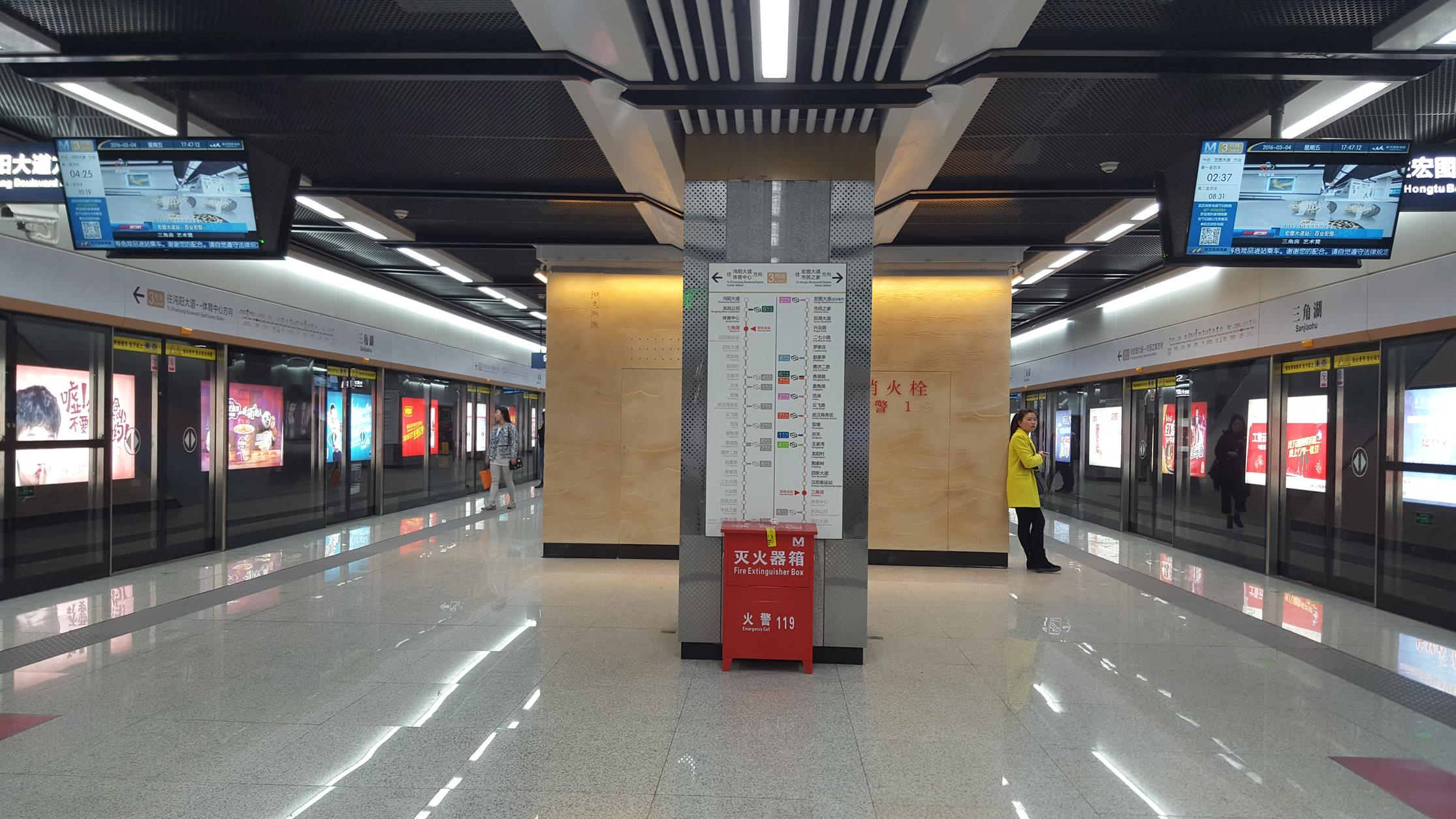
Платформа станції «Sanjiaohu», Лінія 3
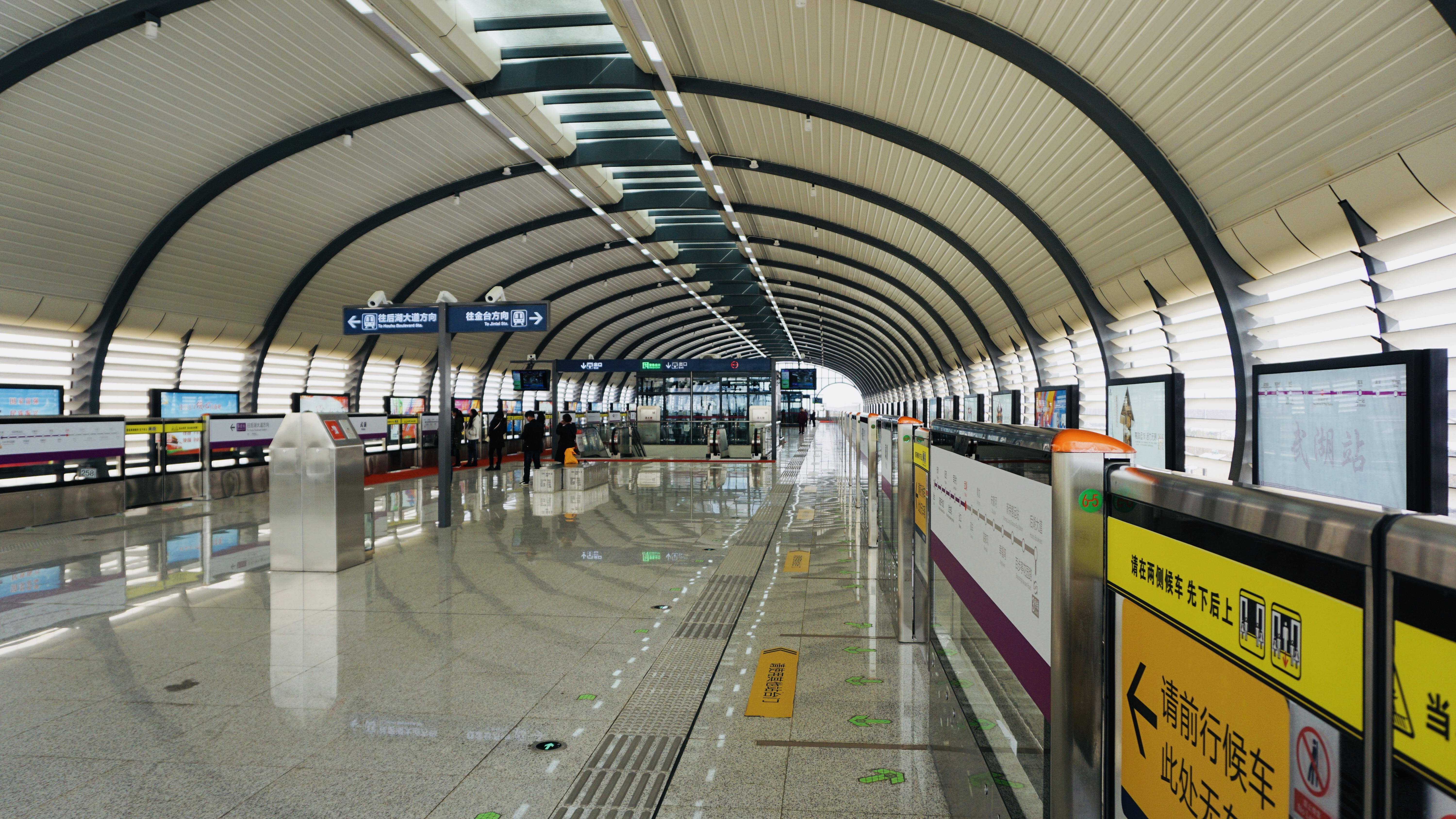
Естакадна станція «Wuhu», Лінія Янглю
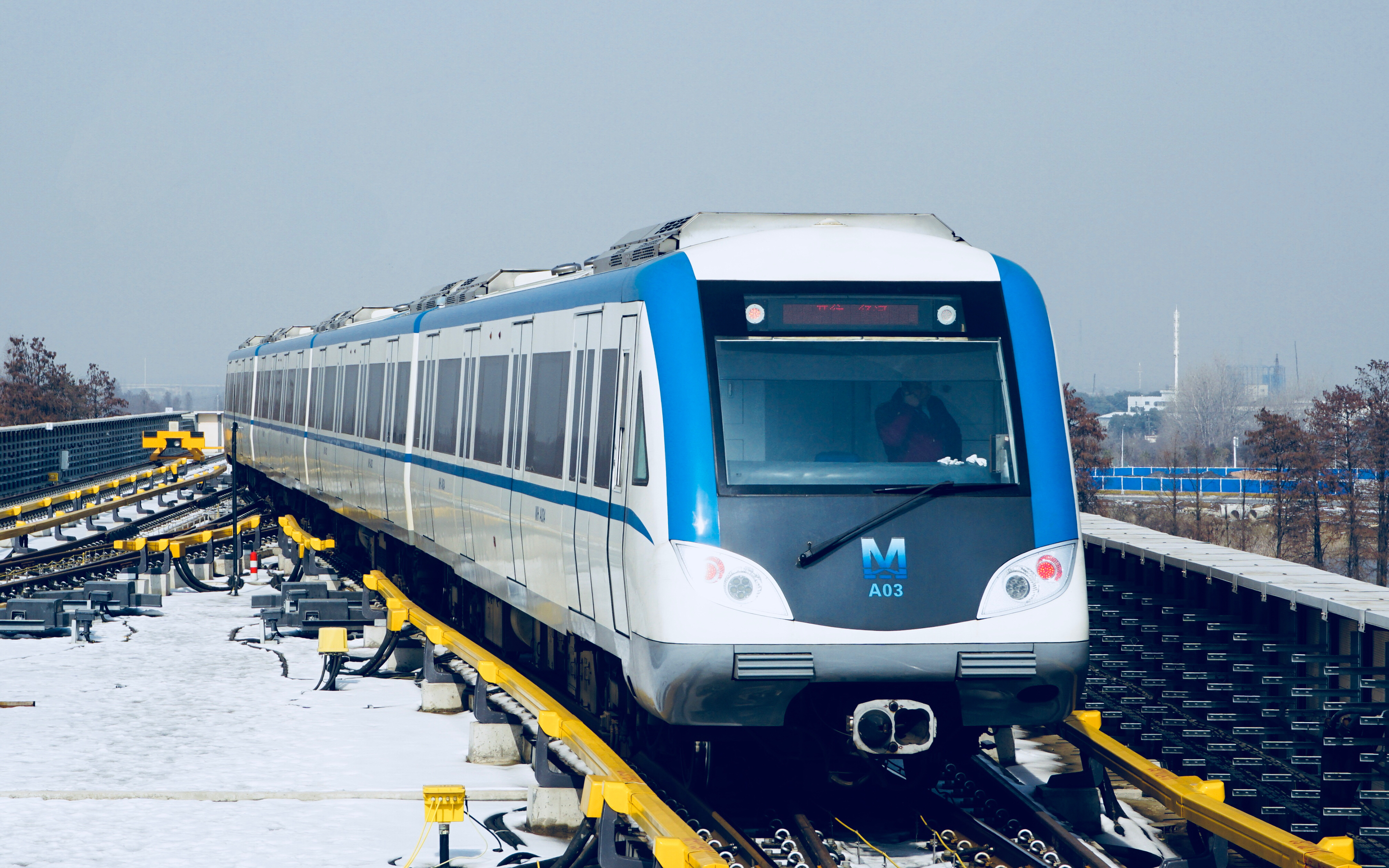
Потяг на Лінії 1
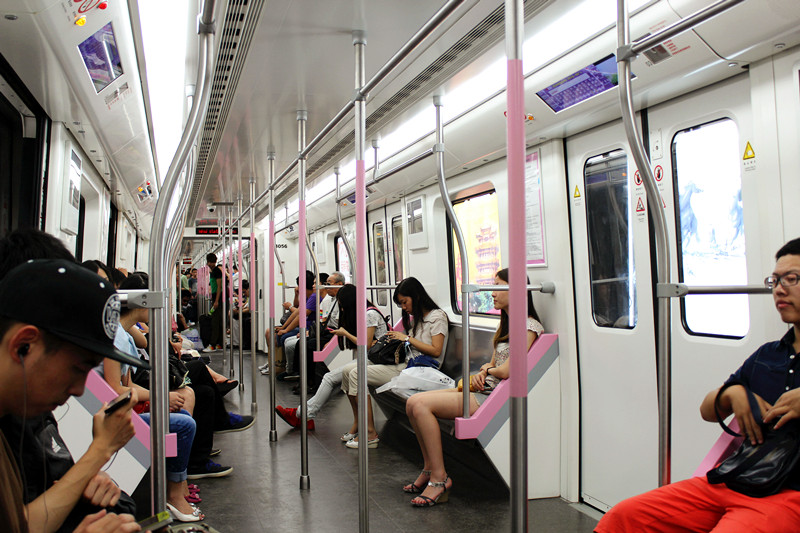
Всередині вагона, Лінія 2